# 쿠라 미사일 시험장
쿠라 미사일 시험장(러시아어: Ракетный полигон Кура́)은 러시아 캄차카반도에 있는 대륙간 탄도 미사일 시험장이다. ICBM의 가상 목표물로 사용된다.

## 역사
1955년에 착공해 1957년 가동을 시작했다. 최초의 ICBM은 1957년 8월 21일 시험장의 목표물에 떨어졌으며, 1964년까지 136회의 ICBM 시험발사를 했다.
ICBM의 시험발사는 전략로켓군이 운용하지만, 쿠라 미사일 시험장은 모스크바 북쪽 800 km에 위치한 플레세츠크 우주 기지의 산하조직으로 되어 있다. 따라서, 러시아 항공우주 방위군이 운용한다. 플레세츠크 우주 기지에서 ICBM을 발사하면 5760 km 떨어진 캄차카반도의 쿠라 미사일 시험장의 목표물에 명중한다.